# Diecéze helsinská
Diecéze Helsinky se nachází ve Finsku, je katolickou diecézí se sídlem v Helsinkách a její ritus je latinský.

## Historie a současnost
Byla založena jako apoštolský vikariát Finska dne 8. června 1920. Jejím prvním vikářem se stal Mons. Johannes Michael Buckx, S.C.I. titulární biskup Dolichský. Poté dne 25. února 1955 byla povýšena na diecézi Helsinky. K roku 2006 měla asi 9000 katolíků, 19 kněží, 1 jáhna, 13 řeholníků, 37 řeholnic a 7 farností. Tato diecéze podléhá Svatému stolci, to znamená že nepatří do žádné církevní provincie. Jejím hlavním chrámem je Pyhän Henrikin katedraaliseurakunta.

## Seznam vikářů a biskupů
Vikáři
- Johannes Michael Buckx, S.C.I. (1923–1933)
- Willem Petrus Bartholomaeus Cobben, S.C.I. (1933–1955)

Biskupové
- Willem Petrus Bartholomaeus Cobben, S.C.I. (1955–1967)
- Paul Verschuren, S.C.I. (1967–1998)
- Józef Wróbel, S.C.I. (2000–2008)
- Teemu Sippo, S.C.I. (2009-2019)
- od 2023 Raimo Goyarrola